# دارين كاهيل
دارين كاهيل (بالإنجليزية: Darren Cahill)‏ مواليد 2 أكتوبر 1965 في أديليد، هو لاعب كرة مضرب أسترالي سابق بدأ مسيرته كمحترف سنة 1984 وكان يلعب باليد اليمنى، اعتزل اللعب في 1994. أعلى تصنيف له في الفردي كان المركز الـ 22 في سنة 1989. سبق أن شارك في دورة الألعاب الأولمبية الصيفية.

## النهائيات

### الزوجي المختلط: 1 (0–1)
| الحصيلة | السنة | البطولة  | الأرضية | الشريك        | المنافس                    | النتيجة         |
| ------- | ----- | -------- | ------- | ------------- | -------------------------- | --------------- |
| الوصافة | 1987  | ويمبلدون | عشبية   | نيكول برادتكه | جو دوري جيريمي بايتس (تنس) | 6–7(10–12), 3–6 |

## روابط خارجية
- دارين كاهيل على موقع رابطة محترفي التنس (الإنجليزية)
- دارين كاهيل على موقع الاتحاد الدولي لكرة المضرب (الإنجليزية)
- دارين كاهيل على موقع كأس ديفيز (الإنجليزية)
- دارين كاهيل على موقع اتحاد التنس الأسترالي (الإنجليزية)
- دارين كاهيل على موقع خلاصة التنس.كوم (الإنجليزية)
- دارين كاهيل على موقع إي إس بي إن.كوم (الإنجليزية)
- دارين كاهيل على موقع أوليمبيديا (الإنجليزية)
- دارين كاهيل على موقع اللجنة الأولمبية الأسترالية (الإنجليزية)